# Dwight Davis
Pour les articles homonymes, voir Davis.
Dwight Filley Davis, né le 5 juillet 1879 à Saint-Louis (Missouri) et mort le 28 novembre 1945 à Washington, D.C., est un joueur de tennis puis homme politique américain. Il est surtout connu pour être le créateur de la Coupe Davis. Membre du Parti républicain, il est secrétaire à la Guerre entre 1925 et 1929 dans l'administration du président Calvin Coolidge.

## Biographie
Né à Saint-Louis (Missouri), il fait ses études à l'université Washington de Saint-Louis. Il est finaliste en simple de U.S. Open en 1898. En double dans le même tournoi, avec son coéquipier Holcombe Ward, il gagne trois années de suite (1899-1901) et est deux fois finaliste (1898 et 1902). Davis et Ward sont aussi finalistes du tournoi de Wimbledon en 1901.
En 1900, Dwight Davis crée une compétition annuelle internationale mettant aux prises les États-Unis et la Grande-Bretagne, connue sous le nom de International Lawn Tennis Challenge ; elle fut plus tard baptisée Coupe Davis en son honneur. Il est membre de l'équipe américaine victorieuse en 1900 et 1902.
Après sa carrière sportive, il entame une carrière politique qui le voit occuper des fonctions ministérielles importantes. Durant la présidence de Calvin Coolidge, il est secrétaire à la Guerre adjoint (1923-25) puis secrétaire à la Guerre (1925-29) et gouverneur général des Philippines (1929-32).
Le 2 février 1932, lors du tirage au sort de la Coupe Davis à l'Élysée, le président de la République Paul Doumer le décore des insignes de Commandeur de la Légion d'honneur.
Il meurt à Washington en 1945.
Il est membre du International Tennis Hall of Fame depuis 1956.

## Palmarès (partiel)

### Finale en simple messieurs
| No | Date       | Nom et lieu du tournoi                  | Catégorie | Surface      | Vainqueur       | Score              |          |
| -- | ---------- | --------------------------------------- | --------- | ------------ | --------------- | ------------------ | -------- |
| 1  | 15-08-1898 | US National Championships, Newport (RI) | G. Chelem | Gazon (ext.) | Malcolm Whitman | 3-6, 6-2, 6-2, 6-1 | Parcours |

### Titres en double messieurs
| No | Date       | Nom et lieu du tournoi                 | Catégorie | Surface      | Partenaire    | Finalistes                    | Score           |          |
| -- | ---------- | -------------------------------------- | --------- | ------------ | ------------- | ----------------------------- | --------------- | -------- |
| 1  | 14-08-1899 | US National Championships Newport (RI) | G. Chelem | Gazon (ext.) | Holcombe Ward | Leo Ware George Sheldon       | 6-4, 6-4, 6-3   | Parcours |
| 2  | 13-08-1900 | US National Championships Newport (RI) | G. Chelem | Gazon (ext.) | Holcombe Ward | Fred Alexander Raymond Little | 6-4, 9-7, 12-10 | Parcours |
| 3  | 19-08-1901 | US National Championships Newport (RI) | G. Chelem | Gazon (ext.) | Holcombe Ward | Leo Ware Beals Wright         | 6-3, 9-7, 6-1   | Parcours |

### Finales en double messieurs
| No | Date       | Nom et lieu du tournoi                 | Catégorie | Surface      | Vainqueurs                                   | Partenaire    | Score                   |          |
| -- | ---------- | -------------------------------------- | --------- | ------------ | -------------------------------------------- | ------------- | ----------------------- | -------- |
| 1  | 15-08-1898 | US National Championships Newport (RI) | G. Chelem | Gazon (ext.) | Leo Ware George Sheldon                      | Holcombe Ward | 1-6, 7-5, 6-4, 4-6, 7-5 | Parcours |
| 2  | 1901       | The Championships Wimbledon            | G. Chelem | Gazon (ext.) | Reginald Frank Doherty Hugh Lawrence Doherty | Holcombe Ward | 4-6, 6-2, 6-3, 9-7      |          |
| 3  | 18-08-1902 | US National Championships Newport (RI) | G. Chelem | Gazon (ext.) | Reginald Frank Doherty Hugh Lawrence Doherty | Holcombe Ward | 11-9, 12-10, 6-4        | Parcours |

## Décorations françaises
- Commandeur de l'ordre national de la Légion d'honneur le 2 février 1932.